# 碱茅
碱茅（学名：Puccinellia distans），为禾本科碱茅属下的一个植物种，長於歐洲和北美鹽化土地。